# Joki-Vastimo
Joki-Vastimo eller Joki Vastimojärvi är en sjö i Finland. Den ligger i kommunen Nurmes i landskapet Norra Karelen, i den centrala delen av landet, 400 km nordost om huvudstaden Helsingfors. Joki-Vastimo ligger 122 meter över havet. Arean är 37,8 hektar och strandlinjen är 3,62 kilometer lång. Sjön  ingår i Vuoksens huvudavrinningsområde.   I omgivningarna runt Joki-Vastimo växer i huvudsak blandskog.
I Joki-Vastimo finns öarna Jussinsaari och Kyrönsaari, och nedströms den större Hovilansaari.